# Orocrambus ordishi
Orocrambus ordishi là một loài bướm đêm trong họ Crambidae.